# 孟蘇瓦
孟蘇瓦，是老撾瑯勃拉邦前身。最早是一个老聽族聚居地，698年被老族王子昆洛征服成立了一個泰族小王國。
705年孟蘇瓦被南詔佔領，後被高棉帝國佔領，到十二世纪前這王國也是高棉一部分。
chanthaphanit是高棉治下一個治下的地方首领，他在1070年來到這里並命名為川通。高棉對老撾統治算是結束。